# 애팔래치안 덜시머

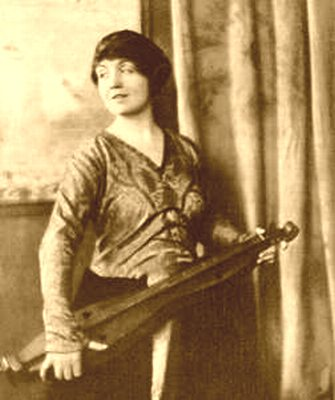
애팔래치안 덜시머를 들고 있는 소프라노 로레인 와이먼

애팔래치안 덜시머(영어: Appalachian dulcimer)는 프렛이 존재하는 치터족의 현악기로, 대개 세 개 또는 네 개의 줄이 있으며, 미국 애팔래치아산맥 지역에서 연주된다.

## 이름
애팔래치안 덜시머는 여러 가지 이름으로 불리는데, 덜시모어(dulcimore, dulcymore), 델시머(delcimer), 델시모어(delcimore) 등 변형된 이름으로 사용하기도 하고, 해머드 덜시머와 구별을 해야 할때는 위치, 연주 방법, 모양 등 다양한 기준으로 이름을 바꾸어 마운틴 덜시머, 켄터키 덜시머, 플럭드 덜시머, 프레터드 덜시머, 랩 덜시머, 티어드롭 덜시머, 박스 덜시머 등으로 불린다. 또한 하모니움, 호그 피들, 뮤직 박스, 하모니 박스 외 마운틴 치터 등 다양한 별명을 가지고 있다.

## 유래 및 역사
애팔래치안 덜시머는 19세기 초 애팔래치안산맥으로 이민을 온 스코틀랜드계 사람들에게서 처음 등장했지만, 아일랜드나 스코틀랜드에서는 알려진 전례가 없다. 해당 이유 및 기록의 부재로 애팔래치안 덜시머에 대한 역사는 최근까지 많은 추측이 존재했다. 1980년 이후 대규모의 조사가 이루어지면서 다른 시기 스웨덴의 홈멜(스웨덴어: hummel), 노르웨이의 랑엘레이크(노르웨이어: langeleik), 독일의 샤이트홀트(독일어: scheitholt), 프랑스의 에피네트 데 보주(프랑스어: épinette des Vosges) 등의 유사한 악기에서 기원한 것으로 추정하고 있다. 민속사학자 루시 M. 롱은 애팔래치안 덜시머와 관련된 역사에 관해 다음과 같이 말했다.
덜시머를 다룬 사료가 거의 존재하지 않아 랄프 리 스미스 및 L. 앨런 스미스가 더욱 오래된 덜시머를 분석함으로써 악기의 역사를 재구성하기 전까지 기원에 관해서는 추측의 여지가 있었다. 덜시머의 유기적 발달은 과도기(1700년대~1800년대 중반), 부흥 이전기(1800년대 중반~1940년), 부흥 이후기 및 현대(1940년 이후)로 나뉜다.
웨스트버지니아주의 볼가에서 거주하던 현악기 제작자 찰스 맥슨은 초기 정착민들이 도구와 시간이 부족했기에 더욱 복잡한 구조의 현악기를 만들 수 없었다고 추측했다. 이로 인해 비교적 만들기 쉬운 덜시머가 만들어졌으며, 조상격 악기로는 랑엘레이크, 샤이트홀트와 에피네트 데 보주를 언급했다.
켄터키주의 노트군에서 K. 에드워드 토마스가 애팔래치안 덜시머를 제작 및 판매하기 시작한 1880년 이전 덜시머의 표본은 현존하지 않는다. 덜시머는 음량이 작았기 때문에 집과 같은 소규모의 장소에서만 연주되던 악기였다. 그러나 20세기 전반에는 덜시머 자체가 드물었으며, 소수의 제작자들이 애팔래치아산맥에 흩어져 있는 산골짜기에 일부만을 공급했다. 1930년대 후반 이전의 녹음은 거의 존재하지 않는다.

## 현대에서의 사용
롤링 스톤스의 브라이언 존스는 1966년 밴드의 음반 《Aftermath》에 전기 덜시머를 사용했으며 특히 〈Lady Jane〉에서의 연주가 유명하다. 에드 설리번 쇼에 출연하였을 때 악기를 연주하기도 했다. 존스는 리처드 파리냐의 음악을 들은 후 덜시머를 연주하기 시작하였다. 가장 유명한 애팔래치안 덜시머 연주자 중 한 명은 싱어송라이터 조니 미첼로, 1960년대 후반 스튜디오에서부터 덜시머를 연주하기 시작했으며, 라이브 콘서트 및 《Blue》에 사용하였다. R.E.M.의 피터 벅 또한 전기 애팔래치안 덜시머를 연주할 수 있으며, 리플레이스먼츠의 폴 웨스터버그는 1989년에 발매한 싱글 〈I'll Be You〉에서 악기를 연주했다.